# TEA (editore)
TEA - Tascabili degli Editori Associati S.r.l. è una casa editrice fondata a Milano nel 1987 per iniziativa di Mario Spagnol (Longanesi & C.), di Gianni Merlini (UTET) e di Luciano Mauri (Messaggerie Italiane).

## Storia editoriale
Lo scopo era quello di creare, sull'esempio di altre esperienze europee, una casa editrice che ripubblicasse in edizione economica tascabile e in brossura i libri di molte case editrici italiane come Corbaccio, Garzanti, Guanda, Longanesi, Ponte alle Grazie, Editrice Nord, Salani.
Successivamente a tale attività si è aggiunta anche quella di pubblicare in prima edizione specialmente nel campo della narrativa e della manualistica.
Dall'ottobre 2005 la TEA è entrata a far parte del Gruppo Editoriale Mauri Spagnol (GeMS).
Il catalogo nel 2006 contava oltre 30 collane (13 delle quali attive) per oltre 1.700 titoli.
Nel 2012 lancia il marchio Tre60 con l'intento di pubblicare solo prime edizioni.